# Leopoldo José Brenes Solórzano
Leopoldo José Brenes Solórzano (Ticuantepe, 7 de març de 1949), cardenal nicaragüenc de l'Església Catòlica. És l'arquebisbe de Managua des de 2005. Abans va ser bisbe de Matagalpa entre 1991 i 2005.
El Papa Francesc anuncià que el 22 de febrer de 2014 l'arquebisbe ingressaria al Col·legi de Cardenals.